# Guillaume-Henri Dufour
Guillaume Henri Dufour, conhecido por General Dufour, (Constança, 15 de setembro de 1787 — Genebra, 14 de julho de 1875 em Genebra) foi um militar suíço e co-fundador da Cruz Vermelha Internacional.

## Formação
Depois da escolaridade em Genebra, forma-se na Escola Politécnica de Paris (Promoção X1807), onde aprende as bases técnicas civis e militares, e continua os estudos na Escola Aplicada de Metz, na França, para estudar a arquitectura das fortificações. Entre 1811 à 1817, foi oficial nos serviços activos francês, que deixa para ocupar o posto de Engenheiro Cantonal de Genebra não só para os problemas militares como urbanísticos.

## Reconhecimentos
Antes disso, o  Imperador Napoleão III, de quem fora professor na Escola central de oficiais de Thoune, desfila na sua frente em Paris e à frente das suas tropas, saudando-o com a espada, o que é uma suprema homenagem rendida pelo antigo aluno. O rei da Prússia, e outros príncipes manifestam-lhe a sua respeitosa admiração depois da sua primeira conferência internacional que se ocupava do socorro aos feridos e que viria a dar origem à Cruz Vermelha.

## O patriota
Em 1817, Dufour propõe uma bandeira federal suíça, de cor vermelha, em forma de quadrado dividido em 9 sectores, dos quais os 5 centrais formam uma cruz branca. É utilizada pela primeira vez em 1821 e adoptada pela Argóvia em 1833, foi também adoptada pelo exército federal em 1840 e é consagrada com pequenas alterações pela Constituição em 1848.

## O engenheiro
Como engenheiro e cientista foi muito activo com capacidades que englobam: a geometria, a projeção cartográfica, a estática aplicada às pontes, a mecânica aplicada, a geodesia, a hidráulica, a gnomónica, etc. 
Responsável pelo urbanismo de Genebra desde 1818, está na origem de grandes obras, entre os quais se contam:  os Quais de Genève,  pontes e passarelas e a restruturação da Ilha das Barcas, e actual Ilha Rousseau (que marca o fim do Lago Leman e a continuação do Rio Ródano).
A construção do Hotel des Bergues é obra do arquitecto François-Ulrich Vaucher, de uma família de arquitectos bem conhecidos na praça, e o edifício de volume importante para Genebra de 1829, foi sujeito á aprovação do coronel Dufour, que virá a fazer parte do conselho de administração da Société des Bergues constituída por: François Duval, Pelegrino Rossi, Ador-Dassier, Naville-Saladin, Pernessin, o colonel Guillaume Henri Dufour e os banqueiros L. Pictet - na origem de Pictet & Cie - e Calandrini.
Em 1852 foi um dos fundadores da Companhia de Caminhos de Ferro Lyon-Genebra, e foi-lhe encomendado a planificação da construção desse linha.

## O topógrafo
Toma a direcção das missões de topografia e funda em 1832 o "Bureau topographique fédéral" com o objectivo de elaborar um "Mapa das carta nacionais suíças", e cria a carta cartográfica da Suíça á escala 1:100 000 a partir da pedra de Niton.

## O espírito
Em 1847, nomeado General, comanda o exército suíço na guerra de Sonderbund contra os sete cantões separatistas católicos e, graças ao seu talento de estratéga, alcança a paz em 25 dias com um mínimo de perdas para ambos as partes. Durante essa guerra, ordena aos seus soldados que salvem os prisioneiros feridos e indefesos. A dieta nomeia-o sob a rubrica de "pacificador", e um novo Confederação Suíça foi fundada em 1848.
Em 1860, intervém, em vão junto a Napoleão III, no l'Affaire de Savoie para evitar a anexação do Chablais e da Faucigny pela França.

## A obra
Henri Dunant e Guillaume Henri Dufour conhecem-se há muito tempo mesmo se 40 anos de idade os separam, pois o General é amigo da famílias e porque em 1859 ele entra no conselho de administração da "Société anonyme des Moulins de Mons-Djémila" de Henry Dunant.
Na preparação da Cruz Vermelha, Dufour tem um papel muito importante e activo. A sua capacidade de negociador, já largamente demonstrada (ver o capítulo: "O espírito") permite-lhe gerir as conferências e os debates. Vindo de uma famílias modesta, tem a facilidade de compreender os mais desfavorecidos e a abrir-se aos outros, com a mesma neutralidade. Por todas estas razões não é uma surpresa que, em 1863, fazendo parte do Comité dos cinco, e logo um dos co-fundadores, ele tenha sido escolhido para ser o primeiro presidente da que viria a ser a Cruz Vermelha Internacional e se chamava na altura Comité international de secours aux blessés (Comité internacional de socorro aos feridos) o futuro Comitê Internacional da Cruz Vermelha (CICR). Os outros três membros do comité eram: Gustave Moynier, Louis Appia e Théodore Maunoir.